# Мухаммад, Шабазз
Шабазз Наджи Мухаммад (англ. Shabazz Nagee Muhammad; родился 13 ноября 1992 года в Лонг-Бич, Калифорния, США) — американский профессиональный баскетболист. Играет на позиции атакующего защитника и лёгкого форварда.

## Школа
В своём дебютном сезоне Мухаммад за Школу Бишоп Горман в среднем набирал 25.1 очков и 7.7 подборов. В 2011 году Шабазз был назван Игроком Года штата Невада.

## Колледж
У него были предложения от Дьюка, Кентукки и УКЛА. 11 апреля 2012 года объявил, что он выбрал Калифорнийский университет.

## НБА
16 апреля 2013 года Мухаммад объявил, что собирается выставить свою кандидатуру на драфт НБА 2013 года. Однако последний сезон в колледже негативно сказался на его перспективах на драфте. Если в начале сезона ему предвещали быть выбранным в тройке первых, то к концу сезона из-за его небольшого процента реализации бросков, слабой игре в защите и неумении отдать пас все меньше скаутов команд НБА стали присматриваться к нему и в будущем драфте ему прогнозировали быть выбранным только в конце первого раунда.
27 июня 2013 года Шабазз был выбран под 14-м номером на драфте НБА 2013 года командой «Юта Джаз». Но уже в тот же день он и 21-й выбор Горгуй Дъенг были обменяны в «Миннесоту Тимбервулвз» на 9-й пик драфта Трея Бёрка.

## Личная жизнь
Его отец, Рон Холмс 4 года играл в баскетбол за университет Южной Калифорнии с 1981 по 1985 года. Его старшая сестра Эйжа Мухаммад, является профессиональной теннисисткой.

## Статистика

### Статистика в НБА
| Сезон                                                                                    | Команда   | Регулярный сезон | Регулярный сезон | Регулярный сезон | Регулярный сезон | Регулярный сезон | Регулярный сезон | Регулярный сезон | Регулярный сезон | Регулярный сезон | Регулярный сезон | Регулярный сезон | Серия плей-офф | Серия плей-офф | Серия плей-офф | Серия плей-офф | Серия плей-офф | Серия плей-офф | Серия плей-офф | Серия плей-офф | Серия плей-офф | Серия плей-офф | Серия плей-офф |
| Сезон                                                                                    | Команда   | GP               | GS               | MPG              | FG%              | 3P%              | FT%              | RPG              | APG              | SPG              | BPG              | PPG              | GP             | GS             | MPG            | FG%            | 3P%            | FT%            | RPG            | APG            | SPG            | BPG            | PPG            |
| ---------------------------------------------------------------------------------------- | --------- | ---------------- | ---------------- | ---------------- | ---------------- | ---------------- | ---------------- | ---------------- | ---------------- | ---------------- | ---------------- | ---------------- | -------------- | -------------- | -------------- | -------------- | -------------- | -------------- | -------------- | -------------- | -------------- | -------------- | -------------- |
| 2013/14                                                                                  | Миннесота | 37               | 0                | 7,8              | 46,0             | 27,3             | 65,0             | 1,4              | 0,2              | 0,2              | 0,0              | 3,9              | Не участвовал  | Не участвовал  | Не участвовал  | Не участвовал  | Не участвовал  | Не участвовал  | Не участвовал  | Не участвовал  | Не участвовал  | Не участвовал  | Не участвовал  |
| 2014/15                                                                                  | Миннесота | 38               | 13               | 22,8             | 48,9             | 39,2             | 71,7             | 4,1              | 1,2              | 0,5              | 0,2              | 13,5             | Не участвовал  | Не участвовал  | Не участвовал  | Не участвовал  | Не участвовал  | Не участвовал  | Не участвовал  | Не участвовал  | Не участвовал  | Не участвовал  | Не участвовал  |
| 2015/16                                                                                  | Миннесота | 82               | 0                | 20,5             | 46,5             | 28,9             | 76,4             | 3,3              | 0,6              | 0,3              | 0,1              | 10,5             | Не участвовал  | Не участвовал  | Не участвовал  | Не участвовал  | Не участвовал  | Не участвовал  | Не участвовал  | Не участвовал  | Не участвовал  | Не участвовал  | Не участвовал  |
| 2016/17                                                                                  | Миннесота | 78               | 1                | 19,4             | 48,2             | 33,8             | 77,4             | 2,8              | 0,4              | 0,3              | 0,1              | 9,9              | Не участвовал  | Не участвовал  | Не участвовал  | Не участвовал  | Не участвовал  | Не участвовал  | Не участвовал  | Не участвовал  | Не участвовал  | Не участвовал  | Не участвовал  |
| 2017/18                                                                                  | Миннесота | 32               | 2                | 9,4              | 38,8             | 21,1             | 71,0             | 1,4              | 0,2              | 0,2              | 0,1              | 3,8              | Не участвовал  | Не участвовал  | Не участвовал  | Не участвовал  | Не участвовал  | Не участвовал  | Не участвовал  | Не участвовал  | Не участвовал  | Не участвовал  | Не участвовал  |
| 2017/18                                                                                  | Милуоки   | 11               | 0                | 10,6             | 55,2             | 37,5             | 89,5             | 2,8              | 0,6              | 0,4              | 0,1              | 8,5              | 4              | 0              | 7,2            | 45,0           | 80,0           | 60,0           | 1,0            | 0,0            | 0,5            | 0,3            | 6,3            |
|                                                                                          | Всего     | 278              | 16               | 17,2             | 47,3             | 31,9             | 75,1             | 2,8              | 0,5              | 0,3              | 0,1              | 9,0              | 4              | 0              | 7,2            | 45,0           | 80,0           | 60,0           | 1,0            | 0,0            | 0,5            | 0,3            | 6,3            |
| Наведите курсор мыши на аббревиатуры в заголовке таблицы, чтобы прочесть их расшифровку. |           |                  |                  |                  |                  |                  |                  |                  |                  |                  |                  |                  |                |                |                |                |                |                |                |                |                |                |                |

### Статистика в Джи-Лиге
| Сезон                                                                                    | Команда           | Регулярный сезон | Регулярный сезон | Регулярный сезон | Регулярный сезон | Регулярный сезон | Регулярный сезон | Регулярный сезон | Регулярный сезон | Регулярный сезон | Регулярный сезон | Регулярный сезон | Серия плей-офф | Серия плей-офф | Серия плей-офф | Серия плей-офф | Серия плей-офф | Серия плей-офф | Серия плей-офф | Серия плей-офф | Серия плей-офф | Серия плей-офф | Серия плей-офф |
| Сезон                                                                                    | Команда           | GP               | GS               | MPG              | FG%              | 3P%              | FT%              | RPG              | APG              | SPG              | BPG              | PPG              | GP             | GS             | MPG            | FG%            | 3P%            | FT%            | RPG            | APG            | SPG            | BPG            | PPG            |
| ---------------------------------------------------------------------------------------- | ----------------- | ---------------- | ---------------- | ---------------- | ---------------- | ---------------- | ---------------- | ---------------- | ---------------- | ---------------- | ---------------- | ---------------- | -------------- | -------------- | -------------- | -------------- | -------------- | -------------- | -------------- | -------------- | -------------- | -------------- | -------------- |
| 2013/14                                                                                  | Айова Энерджи     | 4                | 4                | 27,7             | 57,1             | 50,0             | 74,2             | 9,8              | 1,8              | 1,5              | 0,3              | 24,5             | Не участвовал  | Не участвовал  | Не участвовал  | Не участвовал  | Не участвовал  | Не участвовал  | Не участвовал  | Не участвовал  | Не участвовал  | Не участвовал  | Не участвовал  |
| 2021/22                                                                                  | Гранд-Рапидс Голд | 2                | 0                | 16,9             | 28,6             | 0,0              | 100,0            | 4,0              | 1,0              | 1,0              | 0,0              | 6,0              | Не участвовал  | Не участвовал  | Не участвовал  | Не участвовал  | Не участвовал  | Не участвовал  | Не участвовал  | Не участвовал  | Не участвовал  | Не участвовал  | Не участвовал  |
| 2023/24                                                                                  | Стоктон Кингз     | 12               | 0                | 7,2              | 48,1             | 42,9             | 75,0             | 1,4              | 0,1              | 0,0              | 0,2              | 5,8              | Не участвовал  | Не участвовал  | Не участвовал  | Не участвовал  | Не участвовал  | Не участвовал  | Не участвовал  | Не участвовал  | Не участвовал  | Не участвовал  | Не участвовал  |
|                                                                                          | Всего             | 18               | 4                | 12,8             | 50,4             | 37,5             | 75,6             | 3,6              | 0,6              | 0,4              | 0,2              | 9,9              | Не участвовал  | Не участвовал  | Не участвовал  | Не участвовал  | Не участвовал  | Не участвовал  | Не участвовал  | Не участвовал  | Не участвовал  | Не участвовал  | Не участвовал  |
| Наведите курсор мыши на аббревиатуры в заголовке таблицы, чтобы прочесть их расшифровку. |                   |                  |                  |                  |                  |                  |                  |                  |                  |                  |                  |                  |                |                |                |                |                |                |                |                |                |                |                |

### Статистика в NCAA
| Сезон | Команда | Conf   | Class | GP | GS | MPG  | FG%  | 3P%  | FT%  | RPG | APG | SPG | BPG | PPG  |
| --- | ------- | ------ | ----- | -- | -- | ---- | ---- | ---- | ---- | --- | --- | --- | --- | ---- |
| 2012/13 | УКЛА    | Pac-12 | FR    | 32 | 30 | 30,8 | 44,3 | 37,7 | 71,1 | 5,2 | 0,8 | 0,7 | 0,1 | 17,9 |
| Всего | Всего   | Всего  | Всего | 32 | 30 | 30,8 | 44,3 | 37,7 | 71,1 | 5,2 | 0,8 | 0,7 | 0,1 | 17,9 |
| Наведите курсор мыши на аббревиатуры в заголовке таблицы, чтобы прочесть их расшифровку Статистика приведена с сайта sports-reference.com |         |        |       |    |    |      |      |      |      |     |     |     |     |      |